# Pokey LaFarge

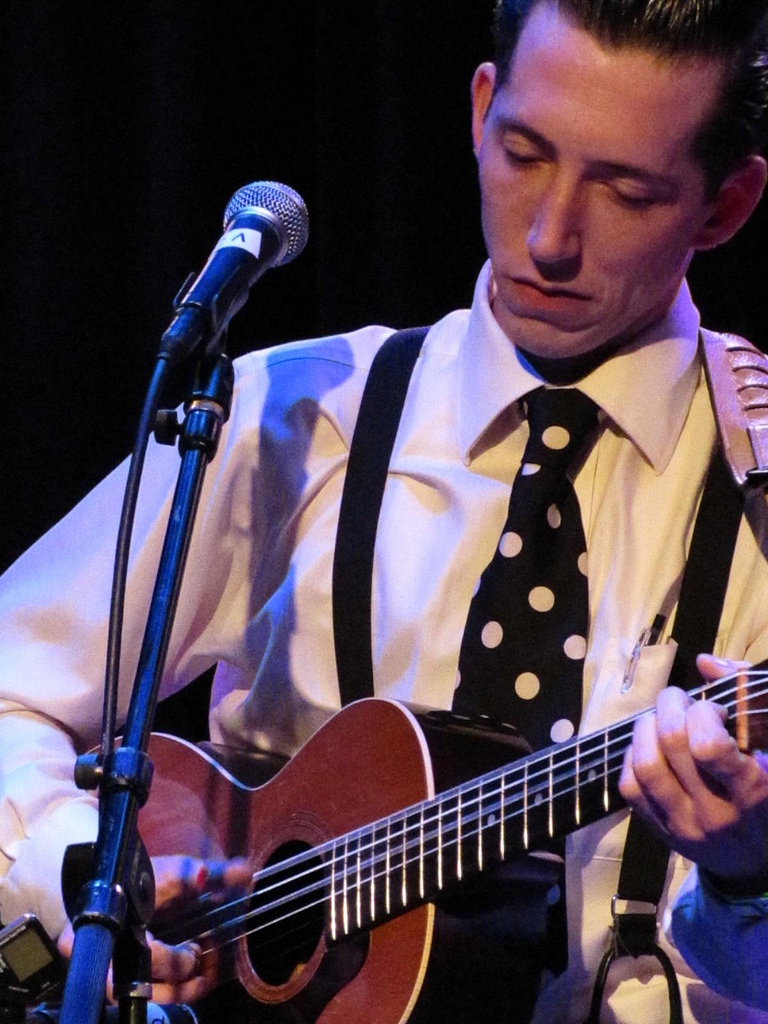
Pokey Lafarge

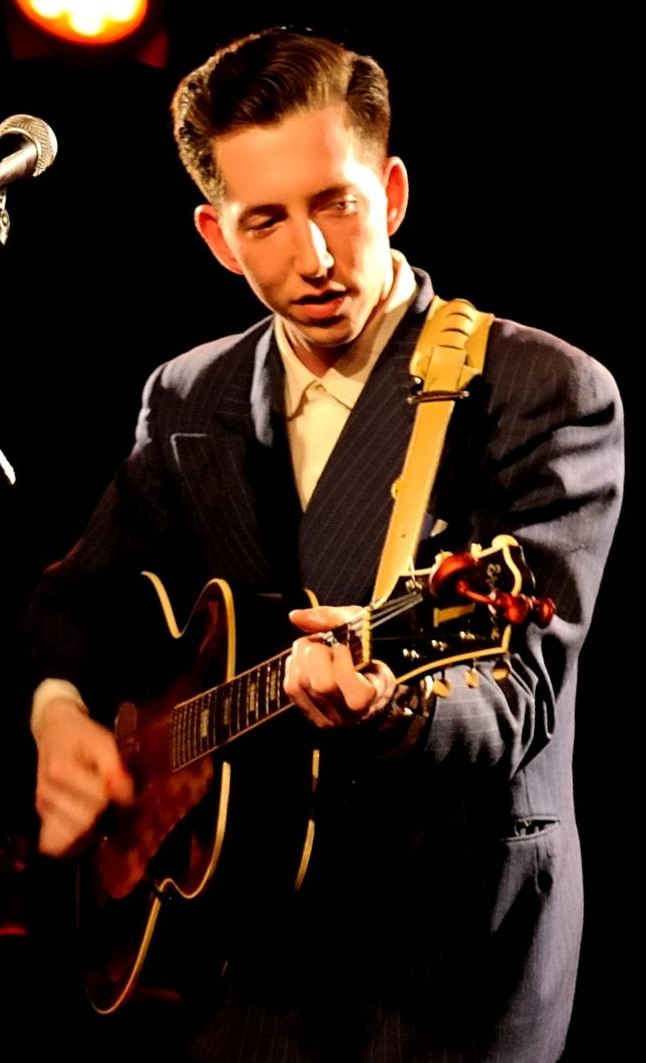
Pokey Lafarge, 2012

Pokey LaFarge (* 26. Juni 1983 als Andrew Heissler in Bloomington, Illinois)  ist ein US-amerikanischer Rootsmusik-Sänger und -Songwriter.

## Leben
2009 gründete er die Gruppe Pokey LaFarge & the South City Three, die aus vier Musikern besteht: Joey Glynn (Bass), Adam Hoskins (Gitarre) und Ryan Koenig (Mundharmonika, Waschbrett und Snare) und ihm selbst. Die Gruppe ist in St. Louis, Missouri ansässig.
Das Repertoire besteht aus einer kreativen Mischung von Jazz, frühem Ragtime für Streichinstrumente, Country Blues und Western Swing.
Sein Spitzname Pokey stammt noch aus seiner Jugendzeit. So redete ihn seine Mutter an, wenn er trödelte. Den Namen LaFarge legte er sich nach dem Folk-Sänger Peter La Farge zu.

## Auftritte
- Pokey Lafarge spielte beim Newport Folk Festival 2011.[6] Die Gruppe tourte durch die USA und durch Europa. Sie gab Konzerte in den Niederlanden, Großbritannien und Irland.[7] Dann kehrte sie nach Nordamerika zurück und trat auch in Kanada auf.
- Pokey LaFarge & the South City Three traten im September 2011 im Ryman Auditorium als Vorgruppe von The Raconteurs auf.[8]

## Diskografie

### Alben

#### Pokey LaFarge
- 2006: Marmalade
- 2008: Beat, Move, and Shake
- 2010: Riverboat Soul (als Pokey LaFarge And The South City Three)
- 2011: Middle of everywhere (als Pokey LaFarge And The South City Three)
- 2013: Pokey LaFarge
- 2015: Something in the Water
- 2017: Manic Revelations
- 2020: Rock Bottom Rhapsody
- 2021: In the Blossom of Their Shade
- 2024: Rhumba Country

### Singles
- 2011: Chittlin’ Cookin’ Time in Cheatham County

## Filmografie
- 2025: O’Dessa